# 전북교통방송
전북교통방송은 TBN 교통방송 계열의 방송국 중의 하나이며, 2002년 5월 15일 개국되었다. 방송국은 전주시 덕진구 정여립로 1097-10(만성동)에 있다. 2002년 월드컵경기는 전주성(전주월드컵경기장)에서 경기가 진행될 예정이였으며 이때 전주권의 교통난의 어려움의 해결책으로 교통정보를 제공하기 위해
경찰청에서 전주교통방송 개국을 추진을 하였다. 
월드컵경기가 열리기 전 개국하였다. 
개국 초기에는 송신소가 전북일보 빌딩 옥상에 있었으나 가청권 확대를 위해 2003년 7월에 송신소를 모악산으로 이전하였다. 
이때 주파수를 102.7㎒에서 102.5㎒로 변경하였다. 
2017년 10월 전주교통방송은 전북의 동부 산악권으로의 가청권 확대를 위해 장수 팔공산에 중계소설치를 허가받았다.
2018년 하반기 팔공산 중계소가 개국하면 전북 동부산악지역(진안 장수 무주 남원)의 주민들이 깨끗한 전주교통방송을 청취할 수 있으며
이지역을 통과하는 대전-통영고속도로와 대구-광주 고속도로 운전자들에게 교통상황, 자연재해, 날씨정보 등을 제공하여 안전한 운전에 도움을 줄 예정이다 

## 연혁
- 2001년 10월: 방송위원회 전주교통방송 허가
- 2001년 11월 1일 : 방송국 개설 허가 (방송위원회)
- 2002년 5월 15일 : 교통방송 전주본부 개국
- 2008년 6월 22일 : 도로교통공단 교통방송전주본부 명칭 변경
- 2018년 1월 1일 : 전주교통방송을 전북교통방송으로 사명 변경
- 2024년 1월 18일 : 전북특별자치도 전주시 덕진구 정여립로 1097-10(만성동) 방송 송출 현황
- 2024년 7월 31일 : 한국도로교통공단 TBN 전북교통방송으로 명칭 변경

## 방송 송출 현황
| 송신소        | 주파수     | 출력 | 호출부호 | 송신소 위치                        | 방송구역 |
| ------------- | ---------- | ---- | -------- | ---------------------------------- | --- |
| 모악산 송신소 | FM 102.5㎒ | 1㎾  | HLCM-FM  | 전북 김제시 금산면 금산리 산1      | 전주시 일원, 익산시 일부, 군산시 일부, 김제시 일부, 남원시 일부, 정읍시 일부, 순창군 일부, 고창군 일부, 무주군 일부, 부안군 일부, 완주군 일부, 임실군 일부, 장수군 일부, 진안군 일부 |
| 팔공산 중계소 | FM 106.1㎒ | 250W | HLCM-FM  | 전북 장수군 장수읍 용계리 산110-28 | 장수군 일원, 남원시 일부, 순창군 일부, 고창군 일부, 진안군 일부, 무주군 일부 |

### 시보 멘트
- FM 102.5MHz 동부산악권 106.1MHz TBN 전북교통방송입니다. HLCM

## DJ
- 조준모
- 장금선
- 강세련
- 이백희
- 김세아
- 김선혜
- 이재훈
- 이진영
- 정소연
- 홍혜정
- 장금선

## 전북교통방송 편성표
- 07:00 (평일) 출발! 전북대행진
- 09:00 (평일) 스튜디오 1025
- 12:00 (주말) TBN 차차차 (전북주말)
- 14:00 (주말) 2시의 희망가요
- 14:05 (평일) TBN 차차차 (전북)
- 16:00 (주말) 주말엔 행복 주파수
- 16:05 (평일) TBN 전북매거진
- 17:00 (평일) 행복한 다섯시
- 18:05 (평일) 달리는 라디오 (전북)

## 같이 보기
- TBN 교통방송